# La llum que imaginem
La llum que imaginem (títol original en anglès, All We Imagine as Light) és una pel·lícula dramàtica del 2024 escrita i dirigida per Payal Kapadia. El repartiment inclou Kani Kusruti, Divya Prabha, Chhaya Kadam i Hridhu Haroon. És una coproducció internacional en la qual van participar empreses productores de França, l'Índia, els Països Baixos, Luxemburg i Itàlia. S'ha subtitulat al català.
Rodada en malaiàlam, hindi i marathi, es va estrenar al 77è Festival de Cinema de Canes el 23 de maig de 2024. Va ser la primera pel·lícula de l'Índia en competir a la competició principal des de 1994, i va guanyar el Gran Premi.
Es va estrenar de forma limitada a Kerala el 21 de setembre de 2024, abans de distribuir-se de forma més àmplia el 29 de novembre de 2024. Va rebre crítiques positives. Va encapçalar l'enquesta de Sight & Sound a la millor pel·lícula del 2024 i va ser nomenada una de les cinc millors pel·lícules internacionals del 2024 pel National Board of Review. A la 82a edició dels Globus d'Or, va rebre dues nominacions a la millor pel·lícula en llengua estrangera i a la millor direcció per Kapadia.